# تمبلر
تمبلر (بالإنجليزية: Tumblr)‏ منصة تدوين اجتماعي تسمح لمستخدميها بالتدوين على شكل نص أو صورة أو ملفات فيديو أو روابط أو أقوال أو محادثة أو حتى ملفات صوتيّة، يستطيع المستخدمون في تمبلر متابعة باقي المستخدمين فتظهر تحديثاتهم على حساباتهم الخاصة. كما يستطيعون تفضيل أو إعادة إرسال التحديثات في الموقع كما هو الحال مع تويتر، خدمة الموقع تؤكد على المرونة والسهولة.

## تمبلر
يقدم موقع تمبلر خدمة التدوين الاجتماعي السريع، حيث يسمح الموقع لأعضائه بنشر صور ومقاطع فيديو، نص، اقتباسات ومقاطع صوتية والعديد. وهو يركز على سهولة الاستخدام مع سهولة التسجيل فيه مفتاح «التفضيل» "favorite" الذي يتيح لمستخدم بإخبار مستخدم آخر انه يعجبه تدوينه.
ومفتاح «إعادة التدوين» "reblog" الذي يتيح بكل سهولة إعادة الصاق المحتوى من مدونة تمبلر إلى مدونة تمبلر أخرى.

المستخدمون يتابعون مستخدمين آخرين مثل تويتر، وتحديثاتهم تظهر في لوحة قيادتهم ممايمكنهم من «الإعجاب» بتدويناتهم أو «إعادة تدوينها» وأيضاً تحتوي لوحة القيادة على مفاتيح لإضافة محتوى إلى مدونة تمبلر الخاصة بهم. مدونات تمبلر الأخرى التي يتابعها المستخدم تظهر في يمين الصفحة.

## خواص
هناك العديد من الأشكال من المحتويات التي يمكن إضافتها إلى حساب المستخدم:
- خاصية «نص» التي هي صيغة بسيطة للتعبير عن الذات، يمكن تحريرها باستخدام محرر نصوص أو بواسطةاللغة ترميز النص الفائق HTML.

في منتصف 2009 أصبح من الممكن إضافة صورة من جهاز الكمبيوتر الخاص بالمستخدم من خلال خاصية النص حيث لم تكن موفرة هذه الخاصية من قبل.
- هناك خاصية «صور» التي تمكن المستخدم من تحميل صورة من جهزه أو وضع رابط الصورة من موقع آخر.
- الخاصية الأخرى هي «اقتباس» حيث يدخل المستخدم النص في مربع تحرير ويكتب المصدر للنص.
- التالي هي خاصية «رابط» التي يدخل فيها المستخدم النص في حقل والرابط في حقل آخر منفصل عنه، فيظهر النص على شكل رابط تشعبي، خاصية «محادثة» التي تدخل الكود تلقائيا من برنامج محادثة فوري إلى صيغة مماثلة.
- «صوت» خاصية تتيح رفع ملفات الإم بي 3 mp3 (إلى حجم 10 ميجا بايت) أو مشاركة ملف من موقع آخر، لكن يشترط عدم تحميل أكثر من ملف واحد في اليوم.
- أخيراً هناك خاصية «فيديو» التي توفر إضافة فيديو من موقع مثل اليوتيوب أو مشاركة فيديو مثل موقع فوتوبوكيت وكذلك رفع فيديو من خلال الدخول إلى موقع فيميو الذي يعمل مع تمبلر لتوفير الخدمة بالمجان.

## مزايا
- به مميزات الشبكة الاجتماعية.
- ايجاد المساعدة من قبل الآخرين.
- يتميز بتصميم بسيط وأدوات متنوعة.
- استخدامه في تسويق المنتجات أو الخدمات.
- خصوصية المستخدم.

## تاريخه

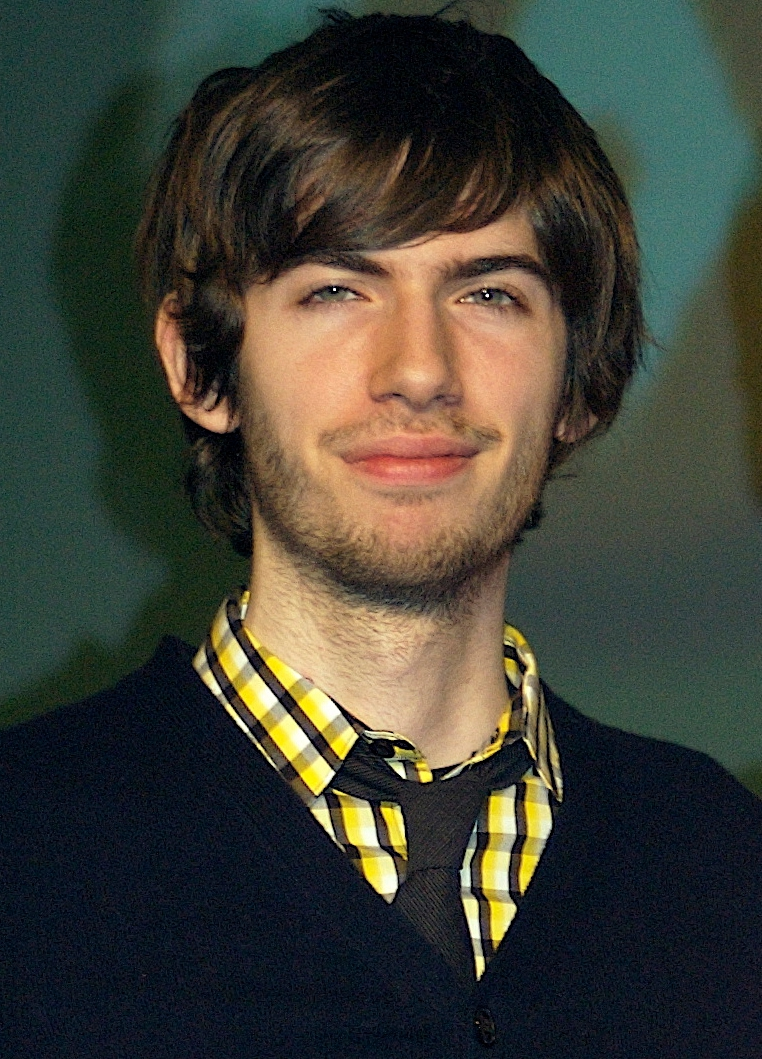
ديفيد كارب مؤسس تمبلر

«ديفيد كارب» أسس تمبلر في 2007 مع مساعدة «ماركو أرمنت» الذي كان المطوّر العام، مباشرة 75,000 مدون سجلوا فيه ومنذ ذلك الحين والموقع في تزايد مستمر، حيث وصل عدد المسجلين إلى 2 مليون.
«جيف روك» طوّر تطبيق في الآي فون iphone خاص تمبلر، واشترته تمبلر في 2009، وفي مايو 2013 أعلنت شركة ياهو عن استحواذها على تمبلر مقابل 1.1 مليار دولار، وبلغت عدد المدونات على تمبلر حتى 19 ديسمبر 2014 أكثر من 215 مليون مدونة «يمكن للمستخدم إنشاء أكثر من مدونة»، وبلغت عدد التدوينات التي قام مستخدمو تمبلر بنشرها ما يقارب 99 مليون تدوينة حتى 19 ديسمبر 2014.

## وصلات خارجية
- الموقع الرسمي